# 薑母茶
薑母茶（英語：Ginger tea）是一種由薑製成的亞洲草藥饮料，在东亚、南亚、东南亚和中东有著悠久的歷史，在民俗醫療中認為可以預防感冒、幫助消化、解除腹瀉和噁心、作為咳嗽和喉嚨痛的補救和改善血液循環等。一些地方的人在冬天時會飲用薑母茶以袪寒。
薑母茶禁忌：適合陽虛寒多的人，一週最多喝2-3次，晚上不宜飲用，控制薑的份量和煮的時間。

## 歷史
薑茶有至少五千年的歷史。在唐代，薑常被加入茶中來去除苦味。

## 各地變化
- 臺灣：常加入大量黑糖
- 南亞至新馬地區：常和紅茶、煉乳和糖一起泡成
- 韓國：常加入蜂蜜，有時也加入紅棗或松子
- 印尼：常加入檸檬草、肉桂、丁香、斑蘭葉、棕櫚糖
- 德國：常加入檸檬、薄荷、蜂蜜